# Труд (Мордовия)
Труд — посёлок в Ичалковском районе Республики Мордовия России. Входит в состав Парадеевского сельского поселения.

## География
Расположен на северо-востоке региона, возле лесного массива Парадеевский лес.

## История
Основан в годы коллективизации. В 1931 год колхоз «Труд» состоял из 8 дворов.

## Население
| 2002 | 2010 |
| ---- | ---- |
| 8    | ↘5   |

Национальный состав
Согласно результатам переписи 2002 года, в национальной структуре населения мордва-эрзя составляла 100 %

## Инфраструктура
Было личное подсобное хозяйство.

## Транспорт
Просёлочная дорога.